# Hans Bender
Hans Bender (n. 1 iulie 1919, Mühlhausen, Baden-Württemberg, Germania – d. 28 mai 2015, Köln, Germania) a fost un scriitor și editor german.

## Viața și opera
Din 1951, Hans Bender a scris numeroase cărți de poezie și proză. A publicat de asemenea revista de poezie Akzente (1953 - 1980) și seriile de antologii de poeți germani contemporani (1955-1988). Este membru a Akademie der Wissenschaften und der Literatur Mainz (Academia Germană pentru Știință și Literatură).
Hans Bender a locuit în Köln.

## Cărți publicate (selecție)

### Versuri
- Wie es kommen wird. Meine Vierzeiler (2009).
- Ritus der Wiederkehr (2006).
- Verweilen, gehen. Gedichte in vier Zeilen (2003).
- Nachmittag, Ende September (2000).
- schwarz auf weiß (1998).
- Lyrische Biographie (1957).
- Fremde soll vorüber sein (1951).

### Proză
- Der Hund von Torcello. 32 Geschichten (1969, 2007).
- Am Ufer sitzen. Aufzeichnungen (2006).
- Wunschkost, roman (1959, 2004).
- Jene Trauben des Zeuxis. Aufzeichnungen (2002).
- Wie die Linien meiner Hand. Aufzeichnungen (1999).
- Die Orte, die Stunden. Aufzeichnungen (1992).
- Eine Sache wie die Liebe, roman (1954, 1959, 1991, 1994).
- Postkarten aus Rom (1989).
- Bruderherz, Erzählungen (1987).
- Aufzeichnungen einiger Tage (1971).
- Einer von ihnen. Aufzeichnungen einiger Tage (1979).
- Die Wölfe kommen zurück. Sieben Kurzgeschichten (1965).
- Worte, Bilder, Menschen. Geschichten, Roman, Berichte, Aufsätze (1969).
- Programm und Prosa der jungen deutschen Schriftsteller (1967).
- Mit dem Postschiff. 24 Geschichten (1962).
- Wölfe und Tauben, Erzählungen (1957).
- Die Hostie. Vier Stories (1953).

## Editura (selecție)
- Jahresring. Beiträge zur deutschen Literatur und Kunst der Gegenwart (1962-1989).
- Was sind das für Zeiten. Deutschsprachige Gedichte der achtziger Jahre (1988).
- Deutsche Gedichte 1930-1960 (1983).
- Geschichten aus dem 2. Weltkrieg (1983)
- Akzente. Zeitschrift für Literatur (1953-1980).
- In diesem Lande leben wir. Deutsche Gedichte der Gegenwart (1978).
- Widerspiel. Deutsche Lyrik seit 1945 (1961).
- Mein Gedicht ist mein Messer. Lyriker zu ihren Gedichten (1955).

## Distincții
- 2006: Christian Ferber-Ehrengabe der Deutschen Schillerstiftung von 1859
- 2005: Bundesverdienstkreuz 1. Klasse
- 2000: Kölner Kulturpreis des Buchhauses Gonski
- 1996: Verleihung des Professorentitels durch das Land Nordrhein-Westfalen
- 1994: Ehrenbürgerschaft der Gemeinde Mühlhausen/Kraichgau
- 1989: Wilhelm-Hausenstein-Ehrung
- 1988: Kunstpreis des Landes Rheinland-Pfalz
- 1987: Ehrengast der Villa Massimo/Rom
- 1986: Ehrendoktor der Universität Köln
- 1984: Jahresstipendium des Landes Baden-Württemberg
- 1973: Premio Calabria
- 1961: Förderpreis des Kulturkreises im BDI
- 1957: Kurzgeschichtenpreis der Süddeutschen Zeitung

## deLucrări de prezentare a scriitorului
- Theo Breuer, Neunzig werden. Hans Bender zum Geburtstag am 1. Juli 2009
- Theo Breuer: Hans Bender, in: T.B., Aus dem Hinterland. Lyrik nach 2000. Edition YE, Sistig/Eifel 2005.
- Michael Ertz: Der Schriftsteller Hans Bender und der Kraichgau. In: Kraichgau. Beiträge zur Landschafts- und Heimatforschung, Folge 14, 1995, S. 253-264.
- Hans-Rüdiger Schwab (ed..), Literatur als Heimat. Hans Bender zu Ehren, Braun, Karlsruhe 1994.